# John Randolph Tucker (Politiker)

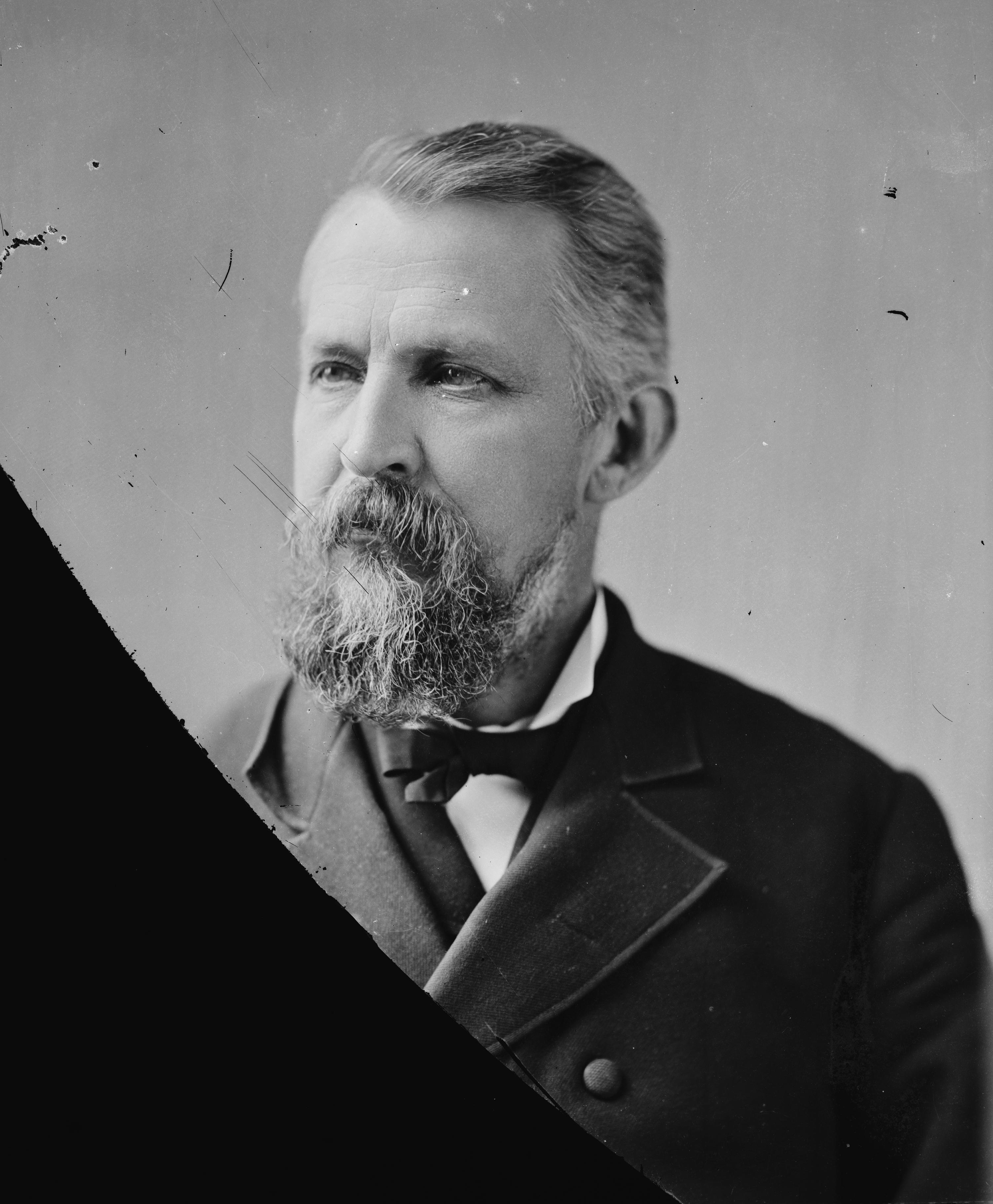
John Randolph Tucker

John Randolph Tucker (* 24. Dezember 1823 in Winchester, Virginia; † 13. Februar 1897 in Lexington, Virginia) war ein US-amerikanischer Jurist und Politiker. Zwischen 1875 und 1887 vertrat er den Bundesstaat Virginia im US-Repräsentantenhaus.

## Werdegang
John Tucker war der Sohn des Kongressabgeordneten Henry St. George Tucker (1780–1848) und der Vater von Henry St. George Tucker III (1853–1932). Er besuchte zunächst eine Privatschule und dann die Richmond Academy. Daran schloss sich bis 1844 ein Studium an der University of Virginia in Charlottesville an. Nach einem Jurastudium und seiner 1845 erfolgten Zulassung als Rechtsanwalt begann er in Winchester in diesem Beruf zu arbeiten. Zwischen 1857 und 1865 fungierte er als Attorney General von Virginia. Im Jahr 1870 lehrte er an der Washington and Lee University in Lexington Jura. Gleichzeitig schlug er als Mitglied der Demokratischen Partei eine politische Laufbahn ein.
Bei den Kongresswahlen des Jahres 1874 wurde Tucker im sechsten Wahlbezirk von Virginia in das US-Repräsentantenhaus in Washington, D.C. gewählt, wo er am 4. März 1875 die Nachfolge von Thomas Whitehead antrat. Nach fünf Wiederwahlen konnte er bis zum 3. März 1887 sechs Legislaturperioden im Kongress absolvieren. Seit 1883 vertrat er dort als Nachfolger von John Sergeant Wise den zehnten Distrikt seines Staates. Zwischen 1879 und 1881 war Tucker Vorsitzender des Committee on Ways and Means; von 1883 bis 1887 leitete er den Justizausschuss. Im Jahr 1886 verzichtete er auf eine erneute Kandidatur.
Nach dem Ende seiner Zeit im US-Repräsentantenhaus war John Tucker seit 1888 bis zu seinem Tod Professor für Verfassungsrecht an der Washington and Lee University. Im Jahr 1894 stand er der American Bar Association vor. John Tucker starb am 13. Februar 1897 in Lexington und wurde in seinem Geburtsort Winchester beigesetzt.